# AS Samaritaine
El AS Samaritaine es un equipo de fútbol de Martinica que juega en el Campeonato Nacional de Martinica, la primera categoría de fútbol en el país.

## Historia
Fue fundado en el año 1920 en la ciudad de Sainte-Marie y es el único club de la ciudad que ha ganado el título del Campeonato Nacional de Martinica, el cual han ganado en tres ocasiones.
También han ganado tres títulos de copa local y un título internacional en 2009.

## Palmarés
- Campeonato Nacional de Martinica: 3

1975, 1981, 2020
- Copa de Martinica: 1

2017
- Copa de Francia: 1

2007
- Copa de la Liga de Martinica: 1

2009
- Trofeo del Consejo General: 1

2000
- Liga de las Antillas: 1

2009